# راي باتلر (لاعب كرة قدم أمريكية)
راي باتلر (بالإنجليزية: Ray Butler)‏ هو لاعب كرة قدم أمريكية أمريكي، ولد في 28 يونيو 1956 في فيكتوريا في الولايات المتحدة.

## وصلات خارجية
- راي باتلر على موقع مرجع كرة القدم المحترفة.كوم (الإنجليزية)